# Gare de Bácsalmás
La gare de Bácsalmás (en hongrois : Bácsalmás vasútállomás) est une halte ferroviaire hongroise, située à Bácsalmás.